# Nola poliotis
Nola poliotis is een vlinder uit de familie visstaartjes (Nolidae). De wetenschappelijke naam van deze soort is voor het eerst geldig gepubliceerd in 1907 door Hampson.
De soort komt voor in tropisch Afrika.